# Atelornis
Atelornis – rodzaj ptaków z rodziny ziemnokrasek (Brachypteraciidae).

## Zasięg występowania
Rodzaj obejmuje gatunki występujące na Madagaskarze.

## Morfologia
Długość ciała 24–29 cm; masa ciała 73–114 g.

## Systematyka

### Etymologia
- Atelornis: gr. ατελης atelēs „niekompletny”, od negatywnego przedrostka α- a-; τελειος teleios „doskonały”; ορνις ornis, ορνιθος ornithos „ptak”[5].
- Corapitta: zbitka wyrazowa nazw rodzajów: Coracias Linnaeus, 1758 (kraska) oraz Pitta Vieillot, 1816 (kurtaczek)[6]. Gatunek typowy: Brachypteracias pittoides Lafresnaye, 1834.

### Podział systematyczny
Do rodzaju należą następujące gatunki:
- Atelornis pittoides Lafresnaye, 1834 – kurtokraska białogardła
- Atelornis crossleyi Sharpe, 1875 – kurtokraska rudogłowa